# Exhumation (Russische Brutal-Death-Metal-Band)
Exhumation war eine russische Brutal-Death-Metal-Band aus Ufa, der Hauptstadt der russischen Republik Baschkortostan.

## Geschichte
Die Band veröffentlichte 2004 und 2005 die beiden Alben Я дрочил в утробе матери und ...И кровь возьмет свое.... Ein Jahr später wurden die beiden Werke als Kompilationsalbum von Coyote Records noch einmal neu aufgelegt.

## Stil
Von ihrem Label Coyote Records wurde der Stil als „Brutal Death, ähnlich wie Disgorge, Suffocation und Cannibal Corpse“ beschrieben. In einer chinesischsprachigen Rezension aus dem Jahr 2007 wurden „frühe Kataklysm“ und der Gesang von Mortician als Referenzen herangezogen.

## Diskografie
- 2004: Я дрочил в утробе матери
- 2005: ...И кровь возьмет свое...
- 2006: Я дрочил в утробе матери / ...И кровь возьмет свое... (Kompilationsalbum, Coyote Records)